# Ballando con le stelle (quindicesima edizione)
La quindicesima edizione di Ballando con le stelle è andata in onda in prima serata su Rai 1 dal 19 settembre al 21 novembre 2020. Confermati nella conduzione Milly Carlucci e Paolo Belli, così come tutti i membri della giuria.
Inizialmente prevista per la primavera del 2020, a partire dal 28 marzo, l'edizione è stata posticipata all'autunno dello stesso anno a causa della pandemia di COVID-19. Tuttavia, a causa di due casi di COVID-19 all'interno del cast (Daniele Scardina e Samuel Peron), la messa in onda slitta ulteriormente di una settimana, dal 12 al 19 settembre; se Scardina è però guarito velocemente riuscendo a rientrare nel programma nella prima puntata, Peron è risultato a lungo positivo, motivo per cui non ha potuto prendere parte all'edizione come maestro di Rosalinda Celentano come inizialmente previsto ed è stato sostituito da Tinna Hoffman, andando quindi a formare la seconda coppia in gara composta da concorrente ed insegnante dello stesso sesso nella storia del programma dopo Giovanni Ciacci e Raimondo Todaro (che hanno gareggiato insieme nella tredicesima edizione) e la prima coppia composta da due donne.
Tra le novità dell'edizione, l'inserimento dei “tribuni”, una giuria popolare con il compito di difendere i concorrenti dalle opinioni della giuria facendosi portavoce del pubblico, e l'abbandono del televoto a favore delle votazioni online gratuite tramite i social network ufficiali del programma (Instagram, Twitter e Facebook).
L'edizione è stata vinta dalla coppia formata dall’attore e modello Gilles Rocca e dalla ballerina Lucrezia Lando.

## Cast

### Concorrenti
| VIP                          | Attività                             | Insegnante          | Stato                |
| ---------------------------- | ------------------------------------ | ------------------- | -------------------- |
| Gilles Rocca                 | Attore, regista e modello            | Lucrezia Lando      | Vincitori            |
| Paolo Conticini              | Attore                               | Veera Kinnunen      | Secondi classificati |
| Alessandra Mussolini         | Ex politica e personaggio televisivo | Maykel Fonts        | Terzi classificati   |
| Daniele Scardina             | Pugile                               | Anastasia Kuzmina   | Quarti classificati  |
| Costantino della Gherardesca | Conduttore televisivo                | Sara Di Vaira       | Quarti classificati  |
| Elisa Isoardi                | Conduttrice televisiva               | Raimondo Todaro     | Quarti classificati  |
| Tullio Solenghi              | Attore e comico                      | Maria Ermachkova    | Settimi classificati |
| Vittoria Schisano            | Attrice                              | Marco De Angelis    | Eliminati            |
| Rosalinda Celentano          | Attrice                              | Tinna Hoffman       | Eliminati            |
| Lina Sastri                  | Attrice e cantante                   | Simone Di Pasquale  | Eliminati            |
| Antonio Catalani             | Pittore e modello                    | Tove Villför        | Eliminati            |
| Ninetto Davoli               | Attore                               | Ornella Boccafoschi | Eliminati            |
| Barbara Bouchet              | Attrice                              | Stefano Oradei      | Eliminati            |

### Giuria
- Ivan Zazzaroni
- Fabio Canino
- Carolyn Smith (presidente di giuria)
- Selvaggia Lucarelli
- Guillermo Mariotto

### Opinionisti
- Roberta Bruzzone
- Alberto Matano

### Tribuni (giuria popolare)
- Gianni Ippoliti
- Antonio Razzi
- Rossella Erra

## Tabellone
Legenda
     Salvi
     Conquistano il tesoretto/bonus
     Prime 2 coppie in classifica, ottengono bonus per la puntata successiva
     Salvati dal pubblico allo spareggio
     Allo spareggio per una settimana
     Non ottengono il bonus
     Ottengono malus di −10 punti per la puntata successiva
     Ripescati
     Ripescati ma non riescono a rientrare nella gara ufficiale
     Non ripescati nella staffetta
     Eliminati provvisoriamente
     Eliminati definitivamente
     La coppia si ritira dalla competizione
     Non gareggiano nella puntata
| Concorrente                  | Ballerino/a         | Puntate | Puntate         | Puntate         | Puntate         | Puntate         | Puntate         | Puntate       | Puntate         | Puntate                  | Puntate                  | Puntate | Puntate      | Puntate         |
| Concorrente                  | Ballerino/a         | 1ª      | 2ª              | 3ª              | 4ª              | 5ª              | 6ª              | 7ª            | 8ª              | Semifinale e Ripescaggio | Semifinale e Ripescaggio | Finale  | Finale       | Finale          |
| ---------------------------- | ------------------- | ------- | --------------- | --------------- | --------------- | --------------- | --------------- | ------------- | --------------- | ------------------------ | ------------------------ | ------- | ------------ | --------------- |
| Gilles Rocca                 | Lucrezia Lando      | Salvi   | Salvi           | Salvi           | Salvi           | Salvi           | Salvi           | Primi 2 (64%) | Salvi           | Bonus (52%)              | Salvi                    | Salvi   | Salvi (54%)  | Vincitori (58%) |
| Paolo Conticini              | Veera Kinnunen      | Primi 2 | Salvi           | Salvi           | Salvi           | Salvi           | Salvi           | Primi 2 (36%) | Salvi           | Bonus (62%)              | Salvi                    | Salvi   | Salvi (54%)  | Secondi (42%)   |
| Alessandra Mussolini         | Maykel Fonts        | Salvi   | Salvi           | Salvi           | Salvi           | Salvi           | Salvi           | Salvi         | Salvi           | Bonus (52%)              | Salvi                    | Salvi   | Salvi (60%)  | Terzi           |
| Daniele Scardina             | Anastasia Kuzmina   | Salvi   | Salvi           | Salvi           | Salvi           | Salvi           | Salvi           | Salvi         | Salvi           | No bonus (48%)           | Salvi                    | Salvi   | Quarti (46%) |                 |
| Costantino della Gherardesca | Sara Di Vaira       | Salvi   | Salvi           | Salvi           | Ultimi 2 (56%)  | Salvi           | Salvi           | Salvi         | Salvi           | No bonus (48%)           | Salvi                    | Salvi   | Quarti (40%) |                 |
| Elisa Isoardi                | Raimondo Todaro     | Primi 2 | Salvi           | Salvi           | Salvi           | Salvi           | Salvi           | Ritirati      |                 | Ripescati                | Salvi                    | Salvi   | Quarti (46%) |                 |
| Tullio Solenghi              | Maria Ermachkova    | Salvi   | Salvi           | Salvi           | Salvi           | Salvi           | Salvi           | Salvi         | Ultimi 3 (50%)  | No bonus (38%)           | Salvi                    | Settimi |              |                 |
| Vittoria Schisano            | Marco De Angelis    | Salvi   | Salvi           | Salvi           | Salvi           | Ultimi 2 (58%)  | Ultimi 2 (77%)  | Salvi         | Eliminati (38%) | Eliminati                |                          |         |              |                 |
| Rosalinda Celentano          | Tinna Hoffman       | Salvi   | Salvi           | Salvi           | Salvi           | Salvi           | Eliminati (23%) |               | Ripescati (12%) | Eliminati                |                          |         |              |                 |
| Lina Sastri                  | Simone di Pasquale  | Salvi   | Salvi           | Salvi           | Salvi           | Eliminati (42%) |                 |               | Non ripescati   | Eliminati                |                          |         |              |                 |
| Antonio Catalani             | Tove Villför        | Salvi   | Ultimi 2 (54%)  | Ultimi 2 (71%)  | Eliminati (44%) |                 |                 |               | Non ripescati   | Eliminati                |                          |         |              |                 |
| Ninetto Davoli               | Ornella Boccafoschi | Salvi   | Salvi           | Eliminati (29%) |                 |                 |                 |               | Non ripescati   | Eliminati                |                          |         |              |                 |
| Barbara Bouchet              | Stefano Oradei      | Salvi   | Eliminati (46%) |                 |                 |                 |                 |               | Non ripescati   | Eliminati                |                          |         |              |                 |

## Dettaglio delle puntate

### Prima puntata
- Data: 19 settembre 2020
- Ballerino per una notte: Massimiliano Allegri
- Svolgimento: Al termine della serata viene svelato che non ci saranno eliminazioni, ma che le prime due coppie in classifica (voto della giuria + votazioni del pubblico tramite i social) guadagnano un bonus di 10 punti per la puntata successiva.

     Ottengono 10 punti di bonus per la puntata successiva
| Ordine di uscita | Concorrenti                                  | Voto Giuria | Voto Giuria | Voto Giuria | Voto Giuria | Voto Giuria | Punti bonus     | Totale punteggio tecnico |
| Ordine di uscita | Concorrenti                                  | Zazzaroni   | Canino      | Smith       | Lucarelli   | Mariotto    | Punti bonus     | Totale punteggio tecnico |
| ---------------- | -------------------------------------------- | ----------- | ----------- | ----------- | ----------- | ----------- | --------------- | ------------------------ |
| 11               | Rosalinda Celentano e Tinna Hoffman          | 7           | 7           | 8           | 8           | 10          | +24 (tesoretto) | 64                       |
| 7                | Paolo Conticini e Veera Kinnunen             | 7           | 7           | 9           | 9           | 10          |                 | 42                       |
| 8                | Elisa Isoardi e Raimondo Todaro              | 8           | 7           | 7           | 8           | 9           |                 | 39                       |
| 4                | Ninetto Davoli e Ornella Boccafoschi         | 3           | 3           | 3           | 2           | 2           | +25 (tesoretto) | 38                       |
| 9                | Vittoria Schisano e Marco De Angelis         | 8           | 7           | 8           | 7           | 6           |                 | 37                       |
| 2                | Daniele Scardina e Anastasia Kuzmina         | 6           | 7           | 7           | 7           | 8           |                 | 35                       |
| 12               | Alessandra Mussolini e Maykel Fonts          | 7           | 6           | 7           | 5           | 7           |                 | 32                       |
| 10               | Costantino della Gherardesca e Sara Di Vaira | 2           | 7           | 6           | 6           | 8           |                 | 29                       |
| 1                | Tullio Solenghi e Maria Ermachkova           | 6           | 6           | 6           | 7           | 1           |                 | 26                       |
| 13               | Gilles Rocca e Lucrezia Lando                | 5           | 5           | 5           | 5           | 4           |                 | 24                       |
| 3                | Lina Sastri e Simone Di Pasquale             | 5           | 4           | 5           | 4           | 2           |                 | 20                       |
| 6                | Barbara Bouchet e Stefano Oradei             | 4           | 4           | 4           | 3           | 0           |                 | 15                       |
| 5                | Antonio Catalani e Tove Villför              | 3           | 2           | 2           | 3           | 0           |                 | 10                       |

### Seconda puntata
- Data: 26 settembre 2020
- Ballerini per una notte: i Ricchi e Poveri

Gara di puntata:
| Ordine di uscita | Concorrenti                                  | Voto Giuria | Voto Giuria | Voto Giuria | Voto Giuria | Voto Giuria | Punti bonus                 | Totale punteggio tecnico |
| Ordine di uscita | Concorrenti                                  | Zazzaroni   | Canino      | Smith       | Lucarelli   | Mariotto    | Punti bonus                 | Totale punteggio tecnico |
| ---------------- | -------------------------------------------- | ----------- | ----------- | ----------- | ----------- | ----------- | --------------------------- | ------------------------ |
| 8                | Elisa Isoardi e Raimondo Todaro              | 7           | 7           | 4           | 6           | 8           | +10 (bonus) +25 (tesoretto) | 67                       |
| 7                | Paolo Conticini e Veera Kinnunen             | 5           | 7           | 7           | 10          | 4           | +10 (bonus)                 | 43                       |
| 13               | Vittoria Schisano e Marco De Angelis         | 9           | 8           | 9           | 7           | 9           |                             | 42                       |
| 1                | Ninetto Davoli e Ornella Boccafoschi         | 4           | 4           | 0           | 5           | 0           | +25 (tesoretto)             | 38                       |
| 4                | Tullio Solenghi e Maria Ermachkova           | 7           | 7           | 6           | 9           | 8           |                             | 37                       |
| 12               | Rosalinda Celentano e Tinna Hoffman          | 4           | 8           | 7           | 8           | 9           |                             | 36                       |
| 9                | Gilles Rocca e Lucrezia Lando                | 9           | 7           | 5           | 7           | 7           |                             | 35                       |
| 6                | Lina Sastri e Simone Di Pasquale             | 8           | 7           | 5           | 6           | 7           |                             | 33                       |
| 2                | Daniele Scardina e Anastasia Kuzmina         | 7           | 6           | 6           | 7           | 5           |                             | 31                       |
| 10               | Alessandra Mussolini e Maykel Fonts          | 6           | 6           | 5           | 5           | 5           |                             | 27                       |
| 3                | Barbara Bouchet e Stefano Oradei             | 6           | 6           | 3           | 6           | 2           |                             | 23                       |
| 11               | Antonio Catalani e Tove Villför              | 4           | 4           | 2           | 5           | 1           |                             | 16                       |
| 5                | Costantino della Gherardesca e Sara Di Vaira | 2           | 6           | 2           | 1           | 0           |                             | 11                       |

Spareggio: si svolge lo spareggio tra le due coppie ultime in classifica (voto giuria + votazioni del pubblico tramite i social); la coppia meno votata sarà eliminata provvisoriamente e andrà al ripescaggio che si svolgerà nelle prossime puntate. 
| Ordine di uscita | Concorrenti                      | Voto del pubblico | Esito                      |
| ---------------- | -------------------------------- | ----------------- | -------------------------- |
| 1                | Barbara Bouchet e Stefano Oradei | 46%               | Eliminati provvisoriamente |
| 2                | Antonio Catalani e Tove Villför  | 54%               | Salvi                      |

## Terza puntata
- Data: 3 ottobre 2020
- Ballerina per una notte: Marcella Bella
- Ospite: Gianni Bella[14]

Gara di puntata:
| Ordine di uscita | Concorrenti                                  | Voto Giuria | Voto Giuria | Voto Giuria | Voto Giuria | Voto Giuria | Punti bonus     | Totale punteggio tecnico |
| Ordine di uscita | Concorrenti                                  | Zazzaroni   | Canino      | Smith       | Lucarelli   | Mariotto    | Punti bonus     | Totale punteggio tecnico |
| ---------------- | -------------------------------------------- | ----------- | ----------- | ----------- | ----------- | ----------- | --------------- | ------------------------ |
| 12               | Alessandra Mussolini e Maykel Fonts          | 6           | 6           | 6           | 6           | 7           | +25 (tesoretto) | 56                       |
| 3                | Costantino della Gherardesca e Sara Di Vaira | 6           | 8           | 5           | 4           | 2           | +25 (tesoretto) | 50                       |
| 11               | Gilles Rocca e Lucrezia Lando                | 9           | 9           | 10          | 10          | 10          |                 | 48                       |
| 8                | Rosalinda Celentano e Tinna Hoffman          | 9           | 9           | 9           | 10          | 10          |                 | 47                       |
| 4                | Daniele Scardina e Anastasia Kuzmina         | 9           | 8           | 9           | 9           | 10          |                 | 45                       |
| 10               | Vittoria Schisano e Marco De Angelis         | 9           | 8           | 9           | 8           | 10          |                 | 44                       |
| 9                | Elisa Isoardi e Raimondo Todaro              | 9           | 9           | 8           | 8           | 9           |                 | 43                       |
| 6                | Paolo Conticini e Veera Kinnunen             | 6           | 6           | 6           | 8           | 8           |                 | 34                       |
| 2                | Lina Sastri e Simone Di Pasquale             | 6           | 6           | 5           | 7           | 8           |                 | 32                       |
| 5                | Antonio Catalani e Tove Villför              | 6           | 5           | 5           | 6           | 7           |                 | 29                       |
| 1                | Tullio Solenghi e Maria Ermachkova           | 6           | 6           | 4           | 7           | 5           |                 | 28                       |
| 7                | Ninetto Davoli e Ornella Boccafoschi         | 6           | 6           | 4           | 7           | 5           |                 | 28                       |

Spareggio: si svolge lo spareggio tra le due coppie ultime in classifica (voto giuria + votazioni del pubblico tramite i social); la coppia meno votata sarà eliminata provvisoriamente e andrà al ripescaggio che si svolgerà nelle prossime puntate. 
| Ordine di uscita | Concorrenti                          | Voto del pubblico | Esito                      |
| ---------------- | ------------------------------------ | ----------------- | -------------------------- |
| 1                | Ninetto Davoli e Ornella Boccafoschi | 29%               | Eliminati provvisoriamente |
| 2                | Antonio Catalani e Tove Villför      | 71%               | Salvi                      |

### Quarta puntata
- Data: 10 ottobre 2020
- Ballerini per una notte: Siniša Mihajlović con la moglie Arianna Rapaccioni

Gara di puntata:
| Ordine di uscita | Concorrenti                                  | Voto Giuria | Voto Giuria | Voto Giuria | Voto Giuria | Voto Giuria | Punti bonus     | Totale punteggio tecnico |
| Ordine di uscita | Concorrenti                                  | Zazzaroni   | Canino      | Smith       | Lucarelli   | Mariotto    | Punti bonus     | Totale punteggio tecnico |
| ---------------- | -------------------------------------------- | ----------- | ----------- | ----------- | ----------- | ----------- | --------------- | ------------------------ |
| 5                | Tullio Solenghi e Maria Ermachkova           | 8           | 8           | 9           | 8           | 5           | +25 (tesoretto) | 63                       |
| 9                | Alessandra Mussolini e Maykel Fonts          | 8           | 6           | 8           | 6           | 9           | +25 (tesoretto) | 62                       |
| 11               | Elisa Isoardi e Raimondo Todaro              | 10          | 10          | 10          | 10          | 10          |                 | 50                       |
| 6                | Daniele Scardina e Anastasia Kuzmina         | 9           | 10          | 10          | 9           | 9           |                 | 47                       |
| 2                | Gilles Rocca e Lucrezia Lando                | 9           | 9           | 10          | 9           | 8           |                 | 45                       |
| 4                | Paolo Conticini e Veera Kinnunen             | 7           | 8           | 8           | 9           | 8           |                 | 40                       |
| 8                | Rosalinda Celentano e Tinna Hoffman          | 7           | 9           | 8           | 8           | 8           |                 | 40                       |
| 1                | Lina Sastri e Simone Di Pasquale             | 8           | 8           | 7           | 7           | 9           |                 | 39                       |
| 3                | Vittoria Schisano e Marco De Angelis         | 7           | 7           | 7           | 6           | 10          |                 | 37                       |
| 10               | Antonio Catalani e Tove Villför              | 6           | 6           | 6           | 7           | 6           |                 | 31                       |
| 7                | Costantino della Gherardesca e Sara Di Vaira | 0           | 7           | 6           | 4           | 8           |                 | 25                       |

Spareggio: vi partecipano le ultime due coppie tra le due coppie ultime in classifica (voto giuria + votazioni del pubblico tramite i social); la coppia meno votata sarà eliminata provvisoriamente e andrà al ripescaggio che si svolgerà nelle prossime puntate. Lo spareggio si svolge in apertura della puntata seguente; le votazioni social dello spareggio sarebbero dovute rimanere aperte per l'intera settimana, ma sono state poi annullate il mercoledì per anomalie e problemi tecnici. 

### Quinta puntata
- Data: 17 ottobre 2020
- Ballerina per una notte: Milly Carlucci accompagnata da Samuel Peron

Spareggio precedente puntata:
| Ordine di uscita | Concorrenti                                  | Voto del pubblico | Esito                      |
| ---------------- | -------------------------------------------- | ----------------- | -------------------------- |
| 1                | Antonio Catalani e Tove Villför              | 44%               | Eliminati provvisoriamente |
| 2                | Costantino della Gherardesca e Sara Di Vaira | 56%               | Salvi                      |

Prima manche - Prova speciale: i concorrenti, senza l'ausilio dei loro maestri, devono riconoscere il ritmo musicale eseguito dall'orchestra e improvvisare una performance di 45 secondi. La presidente di giuria assegnerà poi al migliore concorrente 25 punti, che verranno aggiunti come bonus alla manche successiva.
| Ordine di uscita | Concorrenti          | Ballo da riconoscere e improvvisare | Punti bonus assegnati da Carolyn Smith |
| ---------------- | -------------------- | ----------------------------------- | -------------------------------------- |
| 7                | Alessandra Mussolini | Merengue                            | 25                                     |
| 1                | Gilles Rocca         | Paso Doble                          | 0                                      |
| 2                | Elisa Isoardi        | Merengue                            | 0                                      |
| 3                | Paolo Conticini      | Salsa                               | 0                                      |
| 4                | Daniele Scardina     | Jive                                | 0                                      |
| 5                | Vittoria Schisano    | Salsa                               | 0                                      |
| 6                | Tullio Solenghi      | Charleston                          | 0                                      |
| 8                | Lina Sastri          | Samba                               | 0                                      |
| 9                | Rosalinda Celentano  | Charleston                          | 0                                      |

Seconda manche - Gara di puntata:
| Ordine di uscita | Concorrenti                                  | Voto Giuria | Voto Giuria | Voto Giuria | Voto Giuria | Voto Giuria | Punti bonus          | Totale punteggio tecnico |
| Ordine di uscita | Concorrenti                                  | Zazzaroni   | Canino      | Smith       | Lucarelli   | Mariotto    | Punti bonus          | Totale punteggio tecnico |
| ---------------- | -------------------------------------------- | ----------- | ----------- | ----------- | ----------- | ----------- | -------------------- | ------------------------ |
| 7                | Alessandra Mussolini e Maykel Fonts          | 8           | 7           | 8           | 8           | 9           | +25 (prova speciale) | 65                       |
| 4                | Daniele Scardina e Anastasia Kuzmina         | 10          | 9           | 10          | 9           | 10          | +14 (tesoretto)      | 62                       |
| 9                | Elisa Isoardi e Raimondo Todaro              | 10          | 9           | 9           | 9           | 10          | +15 (tesoretto)      | 61                       |
| 6                | Paolo Conticini e Veera Kinnunen             | 8           | 9           | 10          | 9           | 10          |                      | 46                       |
| 5                | Gilles Rocca e Lucrezia Lando                | 10          | 8           | 9           | 9           | 9           |                      | 45                       |
| 8                | Rosalinda Celentano e Tinna Hoffman          | 8           | 9           | 9           | 8           | 10          |                      | 44                       |
| 3                | Tullio Solenghi e Maria Ermachkova           | 9           | 9           | 10          | 10          | 5           |                      | 43                       |
| 1                | Vittoria Schisano e Marco De Angelis         | 6           | 6           | 6           | 7           | 5           |                      | 30                       |
| 2                | Lina Sastri e Simone Di Pasquale             | 7           | 6           | 6           | 5           | 6           |                      | 30                       |
| 10               | Costantino della Gherardesca e Sara Di Vaira | 6           | 7           | 5           | 5           | 5           |                      | 28                       |

Spareggio: si svolge lo spareggio tra le due coppie ultime in classifica (voto giuria + votazioni del pubblico tramite i social); la coppia meno votata sarà eliminata provvisoriamente e andrà al ripescaggio che si svolgerà nelle prossime puntate. 
| Ordine di uscita | Concorrenti                          | Voto del pubblico | Esito                      |
| ---------------- | ------------------------------------ | ----------------- | -------------------------- |
| 1                | Vittoria Schisano e Marco De Angelis | 58%               | Salvi                      |
| 2                | Lina Sastri e Simone di Pasquale     | 42%               | Eliminati provvisoriamente |

### Sesta puntata
- Data: 24 ottobre 2020
- Ballerino per una notte: Red Canzian
- Ospiti: Giulia Bevilacqua[15], Marco Giallini, Edoardo Leo e Massimiliano Bruno

Prima manche - Prova speciale: i concorrenti devono cimentarsi in una danza con il loro insegnante impersonando una coppia di personaggi del mondo del cinema, delle fiabe, dei fumetti o dei cartoni animati. La presidente di giuria assegnerà poi alla migliore coppia 25 punti, che verranno aggiunti come bonus alla manche successiva.
| Ordine di uscita | Concorrenti                                  | Personaggi interpretati                         | Ballo eseguito | Punti bonus assegnati dalla Giuria |
| ---------------- | -------------------------------------------- | ----------------------------------------------- | -------------- | ---------------------------------- |
| 8                | Alessandra Mussolini e Maykel Fonts          | Eva Kant e Diabolik                             | Cha cha cha    | 25                                 |
| 1                | Daniele Scardina e Anastasia Kuzmina         | Fred e Wilma Flinstones                         | Jive           | 0                                  |
| 2                | Costantino della Gherardesca e Sara Di Vaira | Frankestein e Inga                              | Samba          | 0                                  |
| 3                | Gilles Rocca e Lucrezia Lando                | Tarzan e Jane                                   | Salsa          | 0                                  |
| 4                | Vittoria Schisano e Marco De Angelis         | Cenerentola e il principe azzurro               | Charleston     | 0                                  |
| 5                | Tullio Solenghi e Maria Ermachkova           | Stanlio e Ollio                                 | Cha cha cha    | 0                                  |
| 6                | Rosalinda Celentano e Tinna Hoffmann         | Il Gatto e la Volpe                             | Salsa          | 0                                  |
| 7                | Paolo Conticini e Veera Kinnunen             | Cappuccetto Rosso e il lupo                     | Samba          | 0                                  |
| 9                | Elisa Isoardi e Raimondo Todaro              | Elizabeth McGraw e John Gray di 9 settimane e ½ | Bachata        | 0                                  |

Seconda manche - Gara di puntata:
| Ordine di uscita | Concorrenti                                  | Voto Giuria | Voto Giuria | Voto Giuria | Voto Giuria | Voto Giuria | Punti bonus          | Totale punteggio tecnico |
| Ordine di uscita | Concorrenti                                  | Zazzaroni   | Canino      | Smith       | Lucarelli   | Mariotto    | Punti bonus          | Totale punteggio tecnico |
| ---------------- | -------------------------------------------- | ----------- | ----------- | ----------- | ----------- | ----------- | -------------------- | ------------------------ |
| 1                | Paolo Conticini e Veera Kinnunen             | 7           | 8           | 6           | 7           | 9           | +25 (tesoretto)      | 62                       |
| 7                | Alessandra Mussolini e Maykel Fonts          | 7           | 7           | 6           | 6           | 8           | +25 (prova speciale) | 59                       |
| 3                | Costantino della Gherardesca e Sara Di Vaira | 6           | 8           | 3           | 6           | 10          | +25 (tesoretto)      | 58                       |
| 2                | Gilles Rocca e Lucrezia Lando                | 9           | 9           | 5           | 9           | 2           | +10 (bonus)          | 44                       |
| 6                | Tullio Solenghi e Maria Ermachkova           | 8           | 8           | 7           | 10          | 8           |                      | 41                       |
| 9                | Vittoria Schisano e Marco De Angelis         | 9           | 8           | 7           | 7           | 10          |                      | 41                       |
| 4                | Daniele Scardina e Anastasia Kuzmina         | 7           | 8           | 6           | 7           | 10          |                      | 38                       |
| 5                | Elisa Isoardi e Raimondo Todaro              | 7           | 7           | 6           | 7           | 10          |                      | 37                       |
| 8                | Rosalinda Celentano e Tinna Hoffman          | 6           | 7           | 5           | 6           | 10          |                      | 34                       |

Spareggio: si svolge lo spareggio tra le due coppie ultime in classifica (voto giuria + votazioni del pubblico tramite i social); la coppia meno votata sarà eliminata provvisoriamente e andrà al ripescaggio che si svolgerà nelle prossime puntate. Lo spareggio si svolge in apertura della puntata seguente.

### Settima puntata
- Data: 31 ottobre 2020
- Ballerini per una notte: Giuseppe Fiorello, Nicole Grimaudo e Claudia Pandolfi

Spareggio precedente puntata:
| Ordine di uscita | Concorrenti                         | Voto del pubblico | Esito                      |
| ---------------- | ----------------------------------- | ----------------- | -------------------------- |
| 1                | Vittoria Schisano e Samuel Peron    | 77%               | Salvi                      |
| 2                | Rosalinda Celentano e Tinna Hoffman | 23%               | Eliminati provvisoriamente |

Prima manche - Prova speciale: i concorrenti devono cimentarsi in una danza con il loro insegnante impersonando una coppia di personaggi del mondo del cinema, della letteratura o dei cartoni animati in stile Halloween. La presidente di giuria assegnerà poi alla migliore coppia 25 punti, che verranno aggiunti come bonus alla manche successiva. La coppia formata da Elisa Isoardi e Raimondo Todaro riceve invece un malus di 10 punti per aver saltato la manche a seguito di un infortunio di Elisa.
| Ordine di uscita | Concorrenti                                  | Personaggi interpretati                         | Ballo eseguito                                                  | Punti bonus/malus assegnati dalla Giuria |
| ---------------- | -------------------------------------------- | ----------------------------------------------- | --------------------------------------------------------------- | ---------------------------------------- |
| 5                | Daniele Scardina e Anastasia Kuzmina         | Zombi del videoclip Thriller di Michael Jackson | Jive                                                            | 25                                       |
| 1                | Tullio Solenghi e Maria Ermachkova           | Ghostbusters                                    | Cha cha cha                                                     | 0                                        |
| 2                | Paolo Conticini e Veera Kinnunen             | Cacciatore di streghe                           | Salsa                                                           | 0                                        |
| 3                | Costantino della Gherardesca e Sara Di Vaira | Gomez Addams e Morticia Addams                  | Samba                                                           | 0                                        |
| 4                | Alessandra Mussolini e Maykel Fonts          | Conte Dracula                                   | Cha cha cha                                                     | 0                                        |
| 6                | Gilles Rocca e Lucrezia Lando                | Edward mani di forbice                          | Freestyle veloce                                                | 0                                        |
| 7                | Elisa Isoardi e Raimondo Todaro              | Malefica                                        | Non eseguono il ballo a causa di un infortunio di Elisa Isoardi | -10                                      |

Seconda manche - Gara di puntata:
| Ordine di uscita | Concorrenti                                  | Voto Giuria | Voto Giuria | Voto Giuria | Voto Giuria | Voto Giuria | Punti bonus          | Totale punteggio tecnico |
| Ordine di uscita | Concorrenti                                  | Zazzaroni   | Canino      | Smith       | Lucarelli   | Mariotto    | Punti bonus          | Totale punteggio tecnico |
| ---------------- | -------------------------------------------- | ----------- | ----------- | ----------- | ----------- | ----------- | -------------------- | ------------------------ |
| 5                | Paolo Conticini e Veera Kinnunen             | 9           | 9           | 10          | 10          | 10          | +25 (tesoretto)      | 73                       |
| 6                | Daniele Scardina e Anastasia Kuzmina         | 10          | 10          | 10          | 7           | 9           | +25 (prova speciale) | 71                       |
| 2                | Gilles Rocca e Lucrezia Lando                | 7           | 7           | 7           | 8           | 6           | +25 (tesoretto)      | 60                       |
| 1                | Tullio Solenghi e Maria Ermachkova           | 8           | 9           | 9           | 10          | 6           |                      | 42                       |
| 4                | Vittoria Schisano e Samuel Peron             | 8           | 9           | 8           | 7           | 10          |                      | 42                       |
| 7                | Alessandra Mussolini e Maykel Fonts          | 8           | 8           | 8           | 7           | 10          |                      | 41                       |
| 3                | Costantino della Gherardesca e Sara Di Vaira | 6           | 7           | 4           | 6           | 10          |                      | 33                       |

- Nota: La coppia formata da Elisa Isoardi e Raimondo Todaro viene convocata in pista ma decide di non esibirsi per salvaguardare la salute di Elisa, infortunata alla caviglia, e di ritirarsi dalla gara.

Spareggio: viene fatto credere che si sarebbe svolto il tradizionale spareggio tra le due coppie ultime in classifica (voto giuria + votazioni del pubblico tramite i social), con conseguente eliminazione; dopo l'esito del voto social viene invece rivelato che lo spareggio svolto era in realtà tra le due coppie prime in classifica (voto giuria + votazioni del pubblico tramite i social), e che la coppia vincitrice ottiene 30 punti bonus per la puntata successiva, mentre quella perdente uno di 15.
| Ordine di uscita | Concorrenti                      | Voto del pubblico | Esito                                              |
| ---------------- | -------------------------------- | ----------------- | -------------------------------------------------- |
| 1                | Paolo Conticini e Veera Kinnunen | 36%               | Ottengono 15 punti bonus per la puntata successiva |
| 2                | Gilles Rocca e Lucrezia Lando    | 64%               | Ottengono 30 punti bonus per la puntata successiva |

### Ottava puntata
- Data: 7 novembre 2020
- Ballerina per una notte: Stefania Sandrelli

Prima manche - Prova speciale: i concorrenti devono cimentarsi in una danza country con il loro insegnante eseguendo varie prese, salti acrobatici e sollevamenti. La presidente di giuria assegnerà poi alle varie coppie da 10 a 50 punti, che verranno aggiunti come bonus alla manche successiva.
| Ordine di uscita | Concorrenti                                  | Punti bonus assegnati dalla Giuria |
| ---------------- | -------------------------------------------- | ---------------------------------- |
| 5                | Alessandra Mussolini e Maykel Fonts          | 50                                 |
| 7                | Gilles Rocca e Lucrezia Lando                | 40                                 |
| 2                | Paolo Conticini e Veera Kinnunen             | 30                                 |
| 1                | Daniele Scardina e Anastasia Kuzmina         | 25                                 |
| 4                | Tullio Solenghi e Maria Ermachkova           | 20                                 |
| 3                | Vittoria Schisano e Marco De Angelis         | 15                                 |
| 6                | Costantino della Gherardesca e Sara Di Vaira | 10                                 |

Seconda manche - Staffetta di ripescaggio: i concorrenti eliminati hanno la prima possibilità di rientrare in gara; la coppia che vince (voto giuria + votazioni del pubblico tramite i social) andrà allo spareggio di fine puntata, cercando quindi rientrare ufficialmente in gara. In questa manche ogni concorrente interpreta a sorpresa un personaggio di un film. 
| Ordine di uscita | Concorrenti                          | Personaggio o film da interpretare | Preferenza Giuria | Preferenza Giuria | Preferenza Giuria | Preferenza Giuria | Preferenza Giuria | Esito                                                           |
| Ordine di uscita | Concorrenti                          | Personaggio o film da interpretare | Zazzaroni         | Canino            | Smith             | Lucarelli         | Mariotto          | Esito                                                           |
| ---------------- | ------------------------------------ | ---------------------------------- | ----------------- | ----------------- | ----------------- | ----------------- | ----------------- | --------------------------------------------------------------- |
| 1                | Barbara Bouchet e Stefano Oradei     | Casablanca                         |                   |                   |                   |                   |                   | Non ripescati                                                   |
| 2                | Ninetto Davoli e Ornella Boccafoschi | Pretty Woman                       |                   |                   |                   |                   |                   | Non ripescati                                                   |
| 3                | Antonio Catalani e Tove Villfor      | Thor                               |                   |                   |                   |                   |                   | Non ripescati                                                   |
| 4                | Lina Sastri e Simone Di Pasquale     | Cleopatra                          |                   |                   |                   |                   |                   | Non ripescati                                                   |
| 5                | Rosalinda Celentano e Tinna Hoffman  | Peter Pan                          |                   |                   |                   |                   |                   | Ripescati: accedono allo spareggio finale per rientrare in gara |

Terza manche - Gara di puntata:
| Ordine di uscita | Concorrenti                                  | Voto Giuria | Voto Giuria | Voto Giuria | Voto Giuria | Voto Giuria | Punti bonus                                      | Totale punteggio tecnico |
| Ordine di uscita | Concorrenti                                  | Zazzaroni   | Canino      | Smith       | Lucarelli   | Mariotto    | Punti bonus                                      | Totale punteggio tecnico |
| ---------------- | -------------------------------------------- | ----------- | ----------- | ----------- | ----------- | ----------- | ------------------------------------------------ | ------------------------ |
| 2                | Gilles Rocca e Lucrezia Lando                | 9           | 9           | 9           | 9           | 8           | +30 (bonus) +40 (prova speciale) +25 (tesoretto) | 139                      |
| 1                | Paolo Conticini e Veera Kinnunen             | 8           | 9           | 10          | 10          | 10          | +15 (bonus) +30 (prova speciale) +25 (tesoretto) | 107                      |
| 6                | Alessandra Mussolini e Maykel Fonts          | 7           | 8           | 7           | 5           | 8           | +50 (prova speciale)                             | 85                       |
| 7                | Daniele Scardina e Anastasia Kuzmina         | 10          | 10          | 9           | 7           | 10          | +25 (prova speciale)                             | 71                       |
| 3                | Tullio Solenghi e Maria Ermachkova           | 6           | 7           | 6           | 7           | 10          | +20 (prova speciale)                             | 56                       |
| 4                | Vittoria Schisano e Marco De Angelis         | 7           | 7           | 8           | 7           | 10          | +15 (prova speciale)                             | 54                       |
| 5                | Costantino della Gherardesca e Sara Di Vaira | 4           | 7           | 4           | 3           | 2           | +10 (prova speciale)                             | 30                       |

Spareggio: si svolge lo spareggio tra le due coppie ultime in classifica (voto giuria + votazioni del pubblico tramite i social) e la coppia vincitrice della staffetta di ripescaggio; le due coppie meno votate saranno eliminate provvisoriamente e andranno al ripescaggio che si svolgerà nella puntata successiva. 
| Ordine di uscita | Concorrenti                          | Voto del pubblico | Esito                      |
| ---------------- | ------------------------------------ | ----------------- | -------------------------- |
| 1                | Tullio Solenghi e Maria Ermachkova   | 50%               | Salvi                      |
| 2                | Vittoria Schisano e Marco De Angelis | 38%               | Eliminati provvisoriamente |
| 3                | Rosalina Celentano e Tinna Hoffman   | 12%               | Non rientrano in gara      |

### Nona puntata -Semifinale e ripescaggio
- Data: 14 novembre 2020
- Ballerino per una notte: Bruno Vespa

Prima manche - Ripescaggio: i concorrenti eliminati nelle precedenti puntate si sfidano per cercare di rientrare in gara; la coppia prima in classifica (voto giuria + votazioni del pubblico tramite i social) andrà allo spareggio di fine puntata, mentre le altre saranno eliminate definitivamente.
     Ripescati
     Eliminati definitivamente
| Ordine di uscita | Concorrenti                          | Voto Giuria | Voto Giuria | Voto Giuria | Voto Giuria | Voto Giuria | Punti bonus    | Totale punteggio tecnico |
| Ordine di uscita | Concorrenti                          | Zazzaroni   | Canino      | Smith       | Lucarelli   | Mariotto    | Punti bonus    | Totale punteggio tecnico |
| ---------------- | ------------------------------------ | ----------- | ----------- | ----------- | ----------- | ----------- | -------------- | ------------------------ |
| 5                | Elisa Isoardi e Raimondo Todaro      | 10          | 10          | 10          | 9           | 9           | +5 (tesoretto) | 53                       |
| 3                | Rosalinda Celentano e Tinna Hoffman  | 9           | 9           | 10          | 10          | 10          |                | 48                       |
| 7                | Lina Sastri e Simone Di Pasquale     | 10          | 9           | 10          | 7           | 9           |                | 45                       |
| 2                | Barbara Bouchet e Stefano Oradei     | 10          | 9           | 8           | 9           | 7           |                | 43                       |
| 1                | Vittoria Schisano e Marco De Angelis | 7           | 7           | 8           | 6           | 9           | +5 (tesoretto) | 42                       |
| 4                | Ninetto Davoli e Ornella Boccafoschi | 7           | 7           | 6           | 0           | 10          |                | 30                       |
| 6                | Antonio Catalani e Tove Villför      | 6           | 6           | 6           | 5           | 4           |                | 27                       |

Seconda manche - Sfide: le coppie ancora in gara si sfidano uno contro uno, con gli abbinamenti che sono stati sorteggiati e i vincitori di ciascuna sfida che ottengono 30 punti. Il risultato viene decretato dalla preferenza della giuria unita al voto del pubblico. 
| Ordine di uscita | Concorrenti                                  | Preferenza Giuria | Preferenza Giuria | Preferenza Giuria | Preferenza Giuria | Preferenza Giuria | Esito sfida per la Giuria | Esito Giuria + Voto del pubblico | Punti bonus vinti |
| Ordine di uscita | Concorrenti                                  | Zazzaroni         | Canino            | Smith             | Lucarelli         | Mariotto          | Esito sfida per la Giuria | Esito Giuria + Voto del pubblico | Punti bonus vinti |
| ---------------- | -------------------------------------------- | ----------------- | ----------------- | ----------------- | ----------------- | ----------------- | ------------------------- | -------------------------------- | ----------------- |
| 1                | Tullio Solenghi e Maria Ermachkova           |                   |                   |                   |                   |                   | 0                         | 38%                              | 0                 |
| 2                | Paolo Conticini e Veera Kinnunen             |                   |                   |                   |                   |                   | 5                         | 62%                              | 30                |
|                  |                                              |                   |                   |                   |                   |                   |                           |                                  |                   |
| 3                | Daniele Scardina e Anastasia Kuzmina         |                   |                   |                   |                   |                   | 2                         | 48%                              | 0                 |
| 4                | Gilles Rocca e Lucrezia Lando                |                   |                   |                   |                   |                   | 3                         | 52%                              | 30                |
|                  |                                              |                   |                   |                   |                   |                   |                           |                                  |                   |
| 5                | Alessandra Mussolini e Maykel Fonts          |                   |                   |                   |                   |                   | 3                         | 52%                              | 30                |
| 6                | Costantino della Gherardesca e Sara Di Vaira |                   |                   |                   |                   |                   | 2                         | 48%                              | 0                 |

Terza manche - Prova a sorpresa: i concorrenti ancora in gara, dopo aver ballato qualche secondo con i loro maestri, ballano a sorpresa con un parente; i tribuni assegnano 10 punti alla coppia ritenuta migliore.
| Ordine di uscita | Concorrenti                  | Partner a sorpresa | Punti bonus assegnati dai Tribuni |
| ---------------- | ---------------------------- | ------------------ | --------------------------------- |
| 6                | Daniele Scardina             | la madre Maria     | 10                                |
| 1                | Alessandra Mussolini         | il figlio Romano   | 0                                 |
| 2                | Tullio Solenghi              | la moglie Laura    | 0                                 |
| 3                | Gilles Rocca                 | la madre Rosalba   | 0                                 |
| 4                | Paolo Conticini              | la moglie Giada    | 0                                 |
| 5                | Costantino Della Gherardesca | il nipote Barù     | 0                                 |

Spareggio: viene fatto credere che si sarebbe svolto uno spareggio tra la coppia ultima in classifica (voto giuria + votazione del pubblico tramite i social) e la coppia ripescata che ha la possibilità di rientrare in gara, con conseguente eliminazione; viene invece rivelato che entrambe le coppie sono qualificate per la finale, ma con un malus di 10 punti.
| Ordine di uscita | Concorrenti                        | Esito                                              |
| ---------------- | ---------------------------------- | -------------------------------------------------- |
| 1                | Tullio Solenghi e Maria Ermachkova | Ottengono 10 punti malus per la puntata successiva |
| 2                | Elisa Isoardi e Raimondo Todaro    | Ottengono 10 punti malus per la puntata successiva |

### Decima puntata -Finale
- Data: 21 novembre 2020
- Ballerina per una notte: Carolyn Smith

Prima manche - Gara di puntata: la coppia ultima classificata (voto giuria + votazione del pubblico tramite i social) viene automaticamente eliminata e si classifica al settimo posto nella classifica finale.
     Settimi classificati
| Ordine di uscita | Concorrenti                                  | Voto Giuria | Voto Giuria | Voto Giuria | Voto Giuria | Voto Giuria | Punti bonus     | Totale punteggio tecnico |
| Ordine di uscita | Concorrenti                                  | Zazzaroni   | Canino      | Smith       | Lucarelli   | Mariotto    | Punti bonus     | Totale punteggio tecnico |
| ---------------- | -------------------------------------------- | ----------- | ----------- | ----------- | ----------- | ----------- | --------------- | ------------------------ |
| 5                | Alessandra Mussolini e Samuel Peron          | 9           | 9           | 9           | 7           | 10          | +10 (tesoretto) | 54                       |
| 2                | Daniele Scardina e Anastasia Kuzmina         | 10          | 10          | 10          | 10          | 10          |                 | 50                       |
| 3                | Paolo Conticini e Veera Kinnunen             | 9           | 9           | 9           | 10          | 10          |                 | 47                       |
| 7                | Gilles Rocca e Lucrezia Lando                | 9           | 8           | 8           | 6           | 10          |                 | 41                       |
| 4                | Elisa Isoardi e Raimondo Todaro              | 9           | 9           | 9           | 8           | 7           | -10 (malus)     | 32                       |
| 6                | Costantino della Gherardesca e Sara Di Vaira | 6           | 7           | 6           | 6           | 6           |                 | 31                       |
| 1                | Tullio Solenghi e Maria Ermachkova           | 7           | 7           | 7           | 8           | 6           | -10 (malus)     | 25                       |

Seconda manche - Sfide: le sei coppie rimaste in gara si esibiscono in tre sfide ad eliminazione diretta; le tre coppie vincitrici delle sfide accedono alla finale a tre mentre le tre perdenti vengono eliminate e si classificano quarte a pari merito nella classifica finale. Il risultato è dato dalla preferenza dei giurati unita al voto del pubblico. 
| Ordine di uscita | Concorrenti                                  | Preferenza Giuria | Preferenza Giuria | Preferenza Giuria | Preferenza Giuria | Preferenza Giuria | Esito sfida per la Giuria | Esito Giuria + Voto del pubblico | Risultato                  |
| Ordine di uscita | Concorrenti                                  | Zazzaroni         | Canino            | Smith             | Lucarelli         | Mariotto          | Esito sfida per la Giuria | Esito Giuria + Voto del pubblico | Risultato                  |
| ---------------- | -------------------------------------------- | ----------------- | ----------------- | ----------------- | ----------------- | ----------------- | ------------------------- | -------------------------------- | -------------------------- |
| 1                | Alessandra Mussolini e Samuel Peron          |                   |                   |                   |                   |                   | 4                         | 60%                              | Accedono alla finale a tre |
| 2                | Costantino della Gherardesca e Sara Di Vaira |                   |                   |                   |                   |                   | 1                         | 40%                              | Quarti classificati        |
|                  |                                              |                   |                   |                   |                   |                   |                           |                                  |                            |
| 3                | Daniele Scardina e Anastasia Kuzmina         |                   |                   |                   |                   |                   | 2                         | 46%                              | Quarti classificati        |
| 4                | Gilles Rocca e Lucrezia Lando                |                   |                   |                   |                   |                   | 3                         | 54%                              | Accedono alla finale a tre |
|                  |                                              |                   |                   |                   |                   |                   |                           |                                  |                            |
| 5                | Paolo Conticini e Veera Kinnunen             |                   |                   |                   |                   |                   | 5                         | 54%                              | Accedono alla finale a tre |
| 6                | Elisa Isoardi e Raimondo Todaro              |                   |                   |                   |                   |                   | 0                         | 46%                              | Quarti classificati        |

Terza manche - Finale a tre: le tre coppie rimaste in gara devono esibirsi bendate in uno dei loro balli preparati nel corso del programma; la coppia che ottiene il punteggio più basso viene eliminata e si classifica al terzo posto nella classifica finale mentre le altre due accedono al ring finale. Il risultato è dato dalla preferenza dei giurati unita al voto del pubblico.
| Ordine di uscita | Concorrenti                         | Preferenza Giuria | Preferenza Giuria | Preferenza Giuria | Preferenza Giuria | Preferenza Giuria | Esito per la Giuria | Risultato (Giuria + Voto del pubblico) |
| Ordine di uscita | Concorrenti                         | Zazzaroni         | Canino            | Smith             | Lucarelli         | Mariotto          | Esito per la Giuria | Risultato (Giuria + Voto del pubblico) |
| ---------------- | ----------------------------------- | ----------------- | ----------------- | ----------------- | ----------------- | ----------------- | ------------------- | -------------------------------------- |
| 1                | Gilles Rocca e Lucrezia Lando       |                   |                   |                   |                   |                   | 2                   | Accedono al ring finale                |
| 2                | Paolo Conticini e Veera Kinnunen    |                   |                   |                   |                   |                   | 3                   | Accedono al ring finale                |
| 3                | Alessandra Mussolini e Samuel Peron |                   |                   |                   |                   |                   | 0                   | Terzi classificati                     |

Ring finale: le due coppie rimaste in gara si sfidano per contendersi il primo posto, ballando tre stili diversi sorteggiati sul momento. Al voto del pubblico viene aggiunto, tramite scrutinio segreto, quello dei giurati, degli opinionisti e dei tribuni. 
| Ordine di uscita | Concorrenti                      | Voto del pubblico + Giuria + Opinionisti + Tribuni | Esito                |
| ---------------- | -------------------------------- | -------------------------------------------------- | -------------------- |
| 1                | Paolo Conticini e Veera Kinnunen | 42%                                                | Secondi classificati |
| 2                | Gilles Rocca e Lucrezia Lando    | 58%                                                | Vincitori            |

Altri premi consegnati:
- Premio "Maurizio Aiello" per aver disputato il maggior numero di spareggi: Antonio Catalani e Tove Villför, Vittoria Schisano e Marco De Angelis (ex aequo).
- Premio speciale della Giuria: Daniele Scardina e Anastasia Kuzmina.
- Premio "Paolo Rossi" per l'esibizione più emozionante: Daniele Scardina e Anastasia Kuzmina.

## Balli eseguiti
| Coppia                                       | 1          | 2                | 3                     | 4                        | 5                          | 6                            | 7                           | 8                                            | 9                       | 10         |
| -------------------------------------------- | ---------- | ---------------- | --------------------- | ------------------------ | -------------------------- | ---------------------------- | --------------------------- | -------------------------------------------- | ----------------------- | ---------- |
| Gilles Rocca e Lucrezia Lando                | Paso Doble | Salsa            | Freestyle Lento       | Bachata                  | Paso Doble – Boogie Woogie | Salsa – Tango                | Freestyle Veloce – Merengue | Country Swing – Valzer                       | Tango – Salsa           | Rumba      |
| Paolo Conticini e Veera Kinnunen             | Foxtrot    | Tango            | Jive                  | Samba                    | Salsa – Rumba              | Samba – Paso Doble           | Salsa – Charleston – Salsa  | Country Swing – Moderno                      | Valzer – Rumba          | Quick Step |
| Alessandra Mussolini e Maykel Fonts          | Bachata    | Cha cha cha      | Charleston            | Freestyle Veloce         | Merengue – Tango           | Cha cha cha – Salsa          | Cha cha cha – Rumba         | Country Swing – Samba                        | Paso Doble – Charleston | Valzer     |
| Daniele Scardina e Anastasia Kuzmina         | Salsa      | Moderno          | Tango                 | Jive                     | Jive – Charleston          | Jive – Rumba                 | Salsa – Samba               | Country Swing – Valzer                       | Tango – Valzer          | Paso Doble |
| Costantino della Gherardesca e Sara Di Vaira | Samba      | Salsa            | Cha cha cha           | Boogie Woogie – Merengue | Slow Fox                   | Samba – Freestyle Veloce     | Samba – Paso Doble          | Country Swing – Charleston                   | Paso Doble – Charleston | Tango      |
| Elisa Isoardi e Raimondo Todaro              | Tango      | Freestyle Lento  | Valzer                | Bachata                  | Merengue – Charleston      | Bachata – Moderno            | –                           | –                                            | Paso Doble              | Rumba      |
| Tullio Solenghi e Maria Ermachkova           | Charleston | Cha cha cha      | Slow Fox              | Valzer                   | Charleston – Samba         | Cha cha cha – Tango          | Cha cha cha – Boogie Woogie | Country Swing – Paso Doble – Merengue        | Valzer – Tango          | Rumba      |
| Vittoria Schisano e Marco De Angelis         | Salsa      | Charleston       | Rumba                 | Paso Doble               | Salsa – Jive – Merengue    | Charleston – Bachata – Salsa | Tango                       | Country Swing – Freestyle Lento – Charleston | Freestyle Veloce        | –          |
| Rosalinda Celentano e Tinna Hoffmann         | Paso Doble | Moderno          | Charleston            | Tango                    | Charleston – Merengue      | Salsa – Rumba – Charleston   | –                           | Charleston – Tango                           | Quick Step              | –          |
| Lina Sastri e Simone Di Pasquale             | Samba      | Paso Doble       | Charleston            | Boogie Woogie            | Samba – Salsa – Valzer     | –                            | –                           | Paso Doble                                   | Tango                   | –          |
| Antonio Catalani e Tove Villför              | Moderno    | Tango – Salsa    | Paso Doble – Merengue | Boogie Woogie – Bachata  | –                          | –                            | –                           | Paso Doble                                   | Rumba                   | –          |
| Ninetto Davoli e Ornella Boccafoschi         | Merengue   | Charleston       | Tango – Salsa         | –                        | –                          | –                            | –                           | Charleston                                   | Valzer                  | –          |
| Barbara Bouchet e Stefano Oradei             | Charleston | Slow Fox – Salsa | –                     | –                        | –                          | –                            | –                           | Slow Fox                                     | Tango                   | –          |

## Ballerini per una notte
| Puntata | Ospite                                               | Attività                                                  | Ballerino/a/e/i | Ballo/canzone                                                          | Punteggio | Assegnatari tesoretto                                   |
| ------- | ---------------------------------------------------- | --------------------------------------------------------- | --- | ---------------------------------------------------------------------- | --------- | ------------------------------------------------------- |
| 1ª      | Massimiliano Allegri                                 | Allenatore di calcio                                      | Roberta Beccarini | Tango                                                                  | 49 punti  | 25 punti a Ninetto Davoli e Ornella Boccafoschi         |
| 1ª      | Massimiliano Allegri                                 | Allenatore di calcio                                      | Roberta Beccarini | Tango                                                                  | 49 punti  | 24 punti a Rosalinda Celentano e Tinna Hoffmann         |
| 2ª      | Ricchi e Poveri                                      | Cantanti                                                  | Giordano Filippo, Angelo Madonia, Ornella Boccafoschi, Maria Ermachkova                                                 | Che sarà – Sarà perché ti amo – Mamma Maria                            | 50 punti  | 25 punti a Elisa Isoardi e Raimondo Todaro              |
| 2ª      | Ricchi e Poveri                                      | Cantanti                                                  | Giordano Filippo, Angelo Madonia, Ornella Boccafoschi, Maria Ermachkova                                                 | Che sarà – Sarà perché ti amo – Mamma Maria                            | 50 punti  | 25 punti a Ninetto Davoli e Ornella Boccafoschi         |
| 3ª      | Marcella Bella                                       | Cantante                                                  | Giordano Filippo, Stefano Oradei, Ornella Boccafoschi, Marco De Angelis, Tove Villför                                   | L'emozione non ha voce – Montagne verdi – Nell'aria                    | 50 punti  | 25 punti a Costantino della Gherardesca e Sara Di Vaira |
| 3ª      | Marcella Bella                                       | Cantante                                                  | Giordano Filippo, Stefano Oradei, Ornella Boccafoschi, Marco De Angelis, Tove Villför                                   | L'emozione non ha voce – Montagne verdi – Nell'aria                    | 50 punti  | 25 punti ad Alessandra Mussolini e Maykel Fonts         |
| 4ª      | Siniša Mihajlović con la moglie Arianna Rapaccioni   | Allenatore di calcio – personaggio televisivo             | Giordano Filippo, Stefano Oradei, Ornella Boccafoschi, Marco De Angelis, Tove Villför, Lucrezia Lando                   | Salsa – Tango                                                          | 50 punti  | 25 punti ad Alessandra Mussolini e Maykel Fonts         |
| 4ª      | Siniša Mihajlović con la moglie Arianna Rapaccioni   | Allenatore di calcio – personaggio televisivo             | Giordano Filippo, Stefano Oradei, Ornella Boccafoschi, Marco De Angelis, Tove Villför, Lucrezia Lando                   | Salsa – Tango                                                          | 50 punti  | 25 punti a Tullio Solenghi e Maria Ermachkova           |
| 5ª      | Milly Carlucci                                       | Conduttrice televisiva                                    | Samuel Peron, Giordano Filippo e tutti i ballerini professionisti in gara                                               | Medley                                                                 | 29 punti  | 15 punti a Elisa Isoardi e Raimondo Todaro              |
| 5ª      | Milly Carlucci                                       | Conduttrice televisiva                                    | Samuel Peron, Giordano Filippo e tutti i ballerini professionisti in gara                                               | Medley                                                                 | 29 punti  | 14 punti a Daniele Scardina e Anastasia Kuzmina         |
| 6ª      | Red Canzian                                          | Cantante                                                  | Ornella Boccafoschi | Tango                                                                  | 50 punti  | 25 punti a Costantino della Gherardesca e Sara Di Vaira |
| 6ª      | Red Canzian                                          | Cantante                                                  | Ornella Boccafoschi | Tango                                                                  | 50 punti  | 25 punti a Paolo Conticini e Veera Kinnunen             |
| 6ª      | Giulia Bevilacqua                                    | Attrice                                                   | Giordano Filippo | Paso Doble                                                             | 10 punti  | Gilles Rocca e Lucrezia Lando                           |
| 7ª      | Giuseppe Fiorello, Nicole Grimaudo, Claudia Pandolfi | Attori                                                    | Giordano Filippo (coreografo)                                                                                           | Tango                                                                  | 50 punti  | 25 punti a Gilles Rocca                                 |
| 7ª      | Giuseppe Fiorello, Nicole Grimaudo, Claudia Pandolfi | Attori                                                    | Giordano Filippo (coreografo)                                                                                           | Tango                                                                  | 50 punti  | 25 punti a Paolo Conticini e Veera Kinnunen             |
| 8ª      | Stefania Sandrelli                                   | Attrice                                                   | Giordano Filippo, Simone di Pasquale, Ornella Boccafoschi, Raimondo Todaro, Tove Villför, Stefano Oradei, Tinna Hoffman | Nun je da' retta Roma – Nina, si voi dormite (omaggio a Gigi Proietti) | 50 punti  | 25 punti a Paolo Conticini e Veera Kinnunen             |
| 8ª      | Stefania Sandrelli                                   | Attrice                                                   | Giordano Filippo, Simone di Pasquale, Ornella Boccafoschi, Raimondo Todaro, Tove Villför, Stefano Oradei, Tinna Hoffman | Nun je da' retta Roma – Nina, si voi dormite (omaggio a Gigi Proietti) | 50 punti  | 25 punti a Gilles Rocca e Lucrezia Lando                |
| 9ª      | Bruno Vespa                                          | Giornalista                                               | Giordano Filippo, Simone di Pasquale, Ornella Boccafoschi, Stefano Oradei, Tinna Hoffman, Sara Di Vaira                 | Tango                                                                  | 10 punti  | 5 punti a Vittoria Schisano e Marco De Angelis          |
| 9ª      | Bruno Vespa                                          | Giornalista                                               | Giordano Filippo, Simone di Pasquale, Ornella Boccafoschi, Stefano Oradei, Tinna Hoffman, Sara Di Vaira                 | Tango                                                                  | 10 punti  | 5 punti a Elisa Isoardi e Raimondo Todaro               |
| 10ª     | Carolyn Smith                                        | Ballerina, presidente di giuria di Ballando con le stelle | Giordano Filippo e i ballerini professionisti finalisti                                                                 |                                                                        | 10 punti  | Alessandra Mussolini e Samuel Peron                     |

## Programmi correlati

### Domenica in – Ballando di domenica
Talk show all'interno di Domenica in, condotto da Mara Venier, in cui, con la partecipazione delle coppie concorrenti, dei giudici e degli opinionisti, venivano analizzati i momenti salienti della puntata andata in onda la sera precedente.

### ItaliaSi!
Ogni sabato pomeriggio all'interno di Italia sì, condotto da Marco Liorni, Simone Di Pasquale ha svolto il ruolo di inviato dietro le quinte del programma per mostrare le fasi preparatorie alla messa in onda della puntata.

### Ballando con le stelle – Gran finale
Nel pomeriggio del 28 novembre 2020, una settimana dopo la fine dell’edizione, è stato ritrasmesso su Rai 1 il "Ring finale", l'ultima sfida tra i finalisti Gilles Rocca e Paolo Conticini che ha decretato il vincitore.

## L'edizione più sfortunata di sempre
Quest'edizione ha subito più imprevisti di sempre tale da essere soprannominata "Ballandodrama":
- Prima dell'inizio del programma la positività al COVID-19 di Samuel Peron e poi quella di Daniele Scardina.
- L'intervento improvviso di Raimondo Todaro per appendicite e quindi la sua non partecipazione alla seconda puntata.
- L'infortunio di Elisa Isoardi, che porterà al suo momentaneo ritiro.
- L'infortunio al naso di Alessandra Mussolini.
- L'intossicazione alimentare di Marco De Angelis e Lucrezia Lando a fine ottobre con contestuale loro assenza nel corso della settima puntata.
- Il sospetto COVID-19 di Tove Villför che non partecipa alla puntata dedicata al ripescaggio.
- Infine la positività al COVID-19 di Maykel Fonts, che quindi non partecipa alla finale. Confermato inoltre il sospetto COVID-19 per Tove Villför.

## Ascolti
| Puntata                  | Messa in onda     | Ballando... Tutti in pista | Ballando... Tutti in pista | Ballando con le stelle | Ballando con le stelle | Fonte  | Totale puntata | Totale puntata |
| Puntata                  | Messa in onda     | Telespettatori             | Share                      | Telespettatori         | Share                  | Fonte  | Telespettatori | Share          |
| ------------------------ | ----------------- | -------------------------- | -------------------------- | ---------------------- | ---------------------- | ------ | -------------- | -------------- |
| 1                        | 19 settembre 2020 | 4 109 000                  | 20,25%                     | 3 415 000              | 22,11%                 | [ 23 ] | 3 589 000      | 21,65%         |
| 2                        | 26 settembre 2020 | 4 092 000                  | 18,21%                     | 3 506 000              | 21,37%                 | [ 24 ] | 3 653 000      | 20,58%         |
| 3                        | 3 ottobre 2020    | 3 791 000                  | 16,69%                     | 3 795 000              | 21,34%                 | [ 25 ] | 3 795 000      | 20,76%         |
| 4                        | 10 ottobre 2020   | 4 174 000                  | 18,37%                     | 4 007 000              | 22,04%                 | [ 26 ] | 4 028 000      | 21,58%         |
| 5                        | 17 ottobre 2020   | 4 122 000                  | 17,22%                     | 4 171 000              | 21,73%                 | [ 27 ] | 4 165 000      | 21,17%         |
| 6                        | 24 ottobre 2020   | 4 379 000                  | 17,54%                     | 4 211 000              | 20,46%                 | [ 28 ] | 4 232 000      | 20,10%         |
| 7                        | 31 ottobre 2020   | 4 460 000                  | 17,05%                     | 4 021 000              | 20,01%                 | [ 29 ] | 4 076 000      | 19,64%         |
| 8                        | 7 novembre 2020   | 4 977 000                  | 18,02%                     | 4 272 000              | 20,06%                 | [ 30 ] | 4 360 000      | 19,81%         |
| Semifinale e ripescaggio | 14 novembre 2020  | 4 754 000                  | 17,44%                     | 4 234 000              | 20,14%                 | [ 31 ] | 4 299 000      | 19,80%         |
| Finale                   | 21 novembre 2020  | 5 172 000                  | 18,51%                     | 4 944 000              | 23,69%                 | [ 32 ] | 4 973 000      | 23,04%         |
| Media                    | Media             | 4 403 000                  | 17,93%                     | 4 058 000              | 21,29%                 |        | 4 117 000      | 20,81%         |